# Base Aérea de Avord
La Base aérea 702 de Avord' Capitaine Georges Madon (OACI: LFOA') es un aeropuerto militar en Francia cerca de Bourges. La base lleva el nombre del capitán Georges Madon y alberga los siguientes escuadrones:
- Escadron de détection et contrôle aéroportés 0/36 Berry (AWACS)
- Escadron de défense sol-air 2/950 Sancerre (defensa sol-aire)